# Furmanow
Furmanow (ros. Фу́рманов) – miasto w Rosji, w obwodzie iwanowskim. W 2010 roku liczyło 36 144 mieszkańców.